# Dornier Do 13
O Dornier Do 13 foi uma aeronave alemã do início da década de 1930 destinada a tornar-se num bombardeiro. O seu nome, Do 13, deriva das tentativas de melhoramento em relação ao Do 11. Contudo, poucos exemplares foram construídos, devido a constantes alterações no design resultantes de diversos acidentes nos primeiros testes de voo com a aeronave. A continuação do esforço no desenvolvimento de um bombardeiro melhor levou mais tarde ao desenvolvimento do Dornier Do 23, que serviria a Luftwaffe e a Força Aérea Checa durante a Segunda Guerra Mundial.

## Variantes
- Do 13A - Primeiro Do 13 desenvolvido.
- Do 13C - Versão inicial aperfeiçoada.
- Do 13D - Versão melhorada do Do 13C.
- Do 13E - Última versão[2] antes do abandono do programa em prol do Do 23.